# Mozilla Foundation

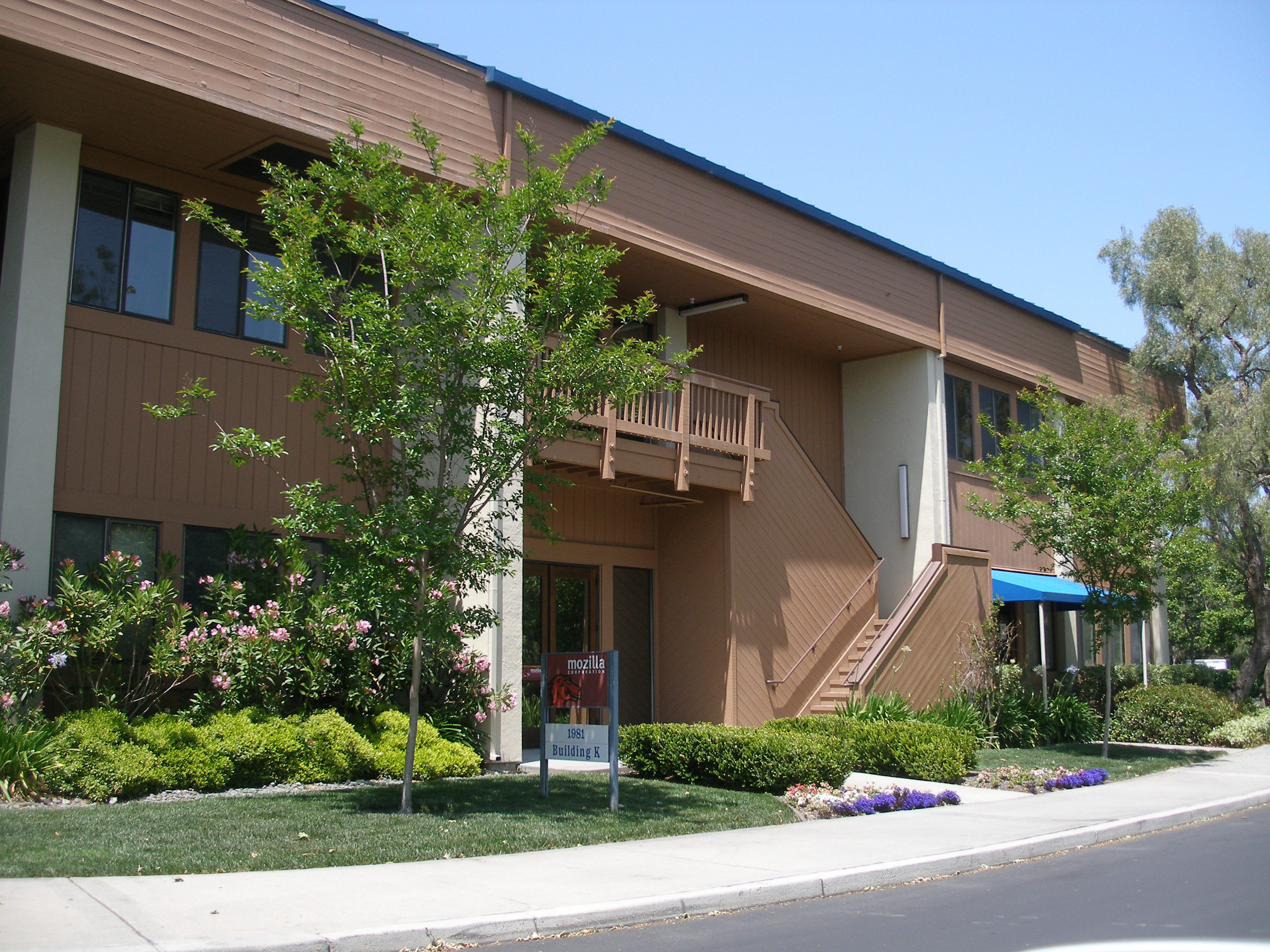
Sídlo Mozilla Foundation a Mozilla Corporation

Mozilla Foundation (dříve stylizováno jako moz://a) je nezisková organizace, která podporuje a řídí open source projekt Mozilla. Organizace řídí infrastrukturu, drží ochranné známky a je plným vlastníkem dceřiných společností Mozilla Corporation a dnes již zaniklé Mozilla Messaging. Zaměstnává řadu vývojářů, kteří spolu s komunitou vytváří webový prohlížeč Mozilla Firefox a e-mailový klient Mozilla Thunderbird. Mozilla Foundation sídlí v Kalifornii, USA.

## Historie
Mozilla Foundation byla založena 15. července 2003 krátce poté, co se společnost America Online (AOL) rozhodla, že již dále nebude tento projekt podporovat finančně a nebude poskytovat vývojáře na vývoj produktů. Nadaci byl jako počáteční kapitál poskytnuta částka 2 milióny dolarů a existující infrastruktura včetně ochranných známek. 3. srpna 2005 byla touto nadací založena společnost Mozilla Corporation, která je touto nadací plně vlastněna a na kterou přešel vývoj webového prohlížeče Mozilla Firefox a poštovního klientu Mozilla Thunderbird. Do nově vzniklé společnosti také přešla většina lidí z nadace. 19. ledna 2008 pak došlo k založení dceřiné organizace Mozilla Messaging, která od Mozilla Corporation převzala vývoj poštovního klientu Mozilla Thunderbird, a která zajišťovala jeho další rozvoj až do roku 2011, kdy bylo oznámeno sloučení s Mozilla Labs a následně byl vývoj Thunderbirdu předán komunitě. Nadace nyní zajišťuje pouze technické zázemí a vlastní ochranné známky.